# Masacre de Ludlow

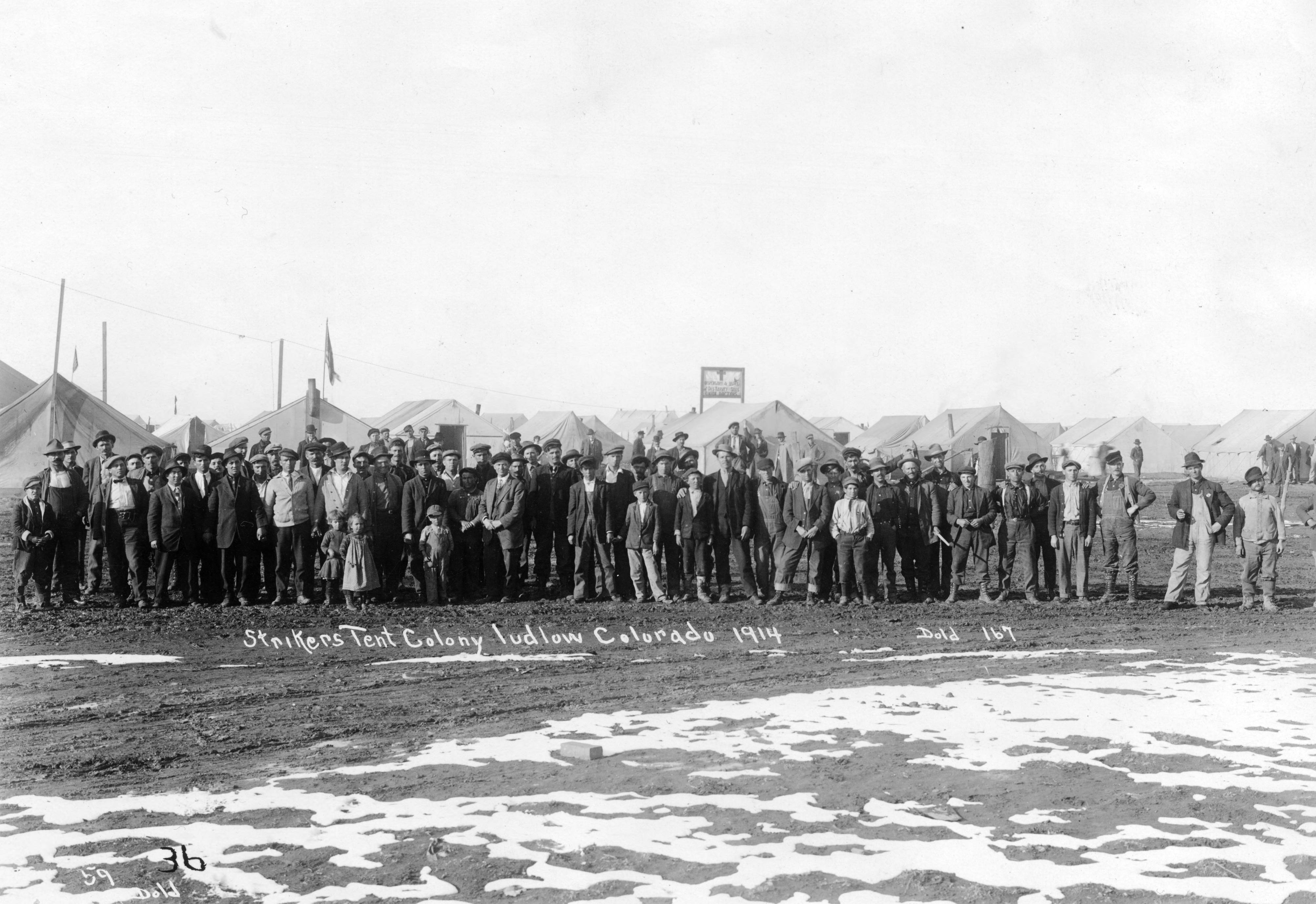
Mineros en huelga frente al campamento de Ludlow antes de la masacre.

La Masacre de Ludlow fue un ataque de la Guardia Nacional de Colorado y los guardias de la Compañía de Combustibles y Hierro de Colorado a un campamento de 1200 mineros de carbón en huelga y sus familias, en Ludlow, Colorado, a 29 km de Trinidad (Colorado), el 20 de abril de 1914. Como resultado murieron 25 personas.
Ludlow fue el incidente más mortífero en la huelga del carbón del sur de Colorado, que duró desde septiembre de 1913 hasta diciembre de 1914. La huelga fue organizada por el sindicato de los trabajadores mineros contra las compañías mineras de carbón en Colorado. Las tres compañías más grandes involucradas fueron la empresa propiedad de la familia Rockefeller, Colorado Fuel & Iron Company; la Rocky Mountain Fuel Company y la Victor-American Fuel Company.
Como represalia por la masacre de Ludlow, los mineros se armaron y atacaron decenas de establecimientos antisindicales durante los siguientes diez días, destruyendo propiedades y participando en varias escaramuzas con la Guardia Nacional de Colorado a lo largo de un frente de 40 millas desde Trinidad hasta Walsenburg (Colorado). Durante toda la huelga fueron muertas entre 69 y 199 personas, en lo que se conoce como "Guerra de las Minas de Carbón de Colorado". Thomas G. Andrews la describió como "la huelga con más muertes en la historia de los Estados Unidos".
La masacre de Ludlow fue un momento decisivo en las relaciones laborales estadounidenses. El historiador Howard Zinn describió la masacre de Ludlow como "el acto culminante de quizás la lucha más violenta entre el poder corporativo y los hombres trabajadores en la historia de Estados Unidos". El Congreso respondió a las protestas públicas formando al Comité de la Cámara de Minas y Minería para investigar el incidente. Su informe, publicado en 1915, influyó en la promoción de las leyes de trabajo infantil y la jornada laboral de ocho horas.

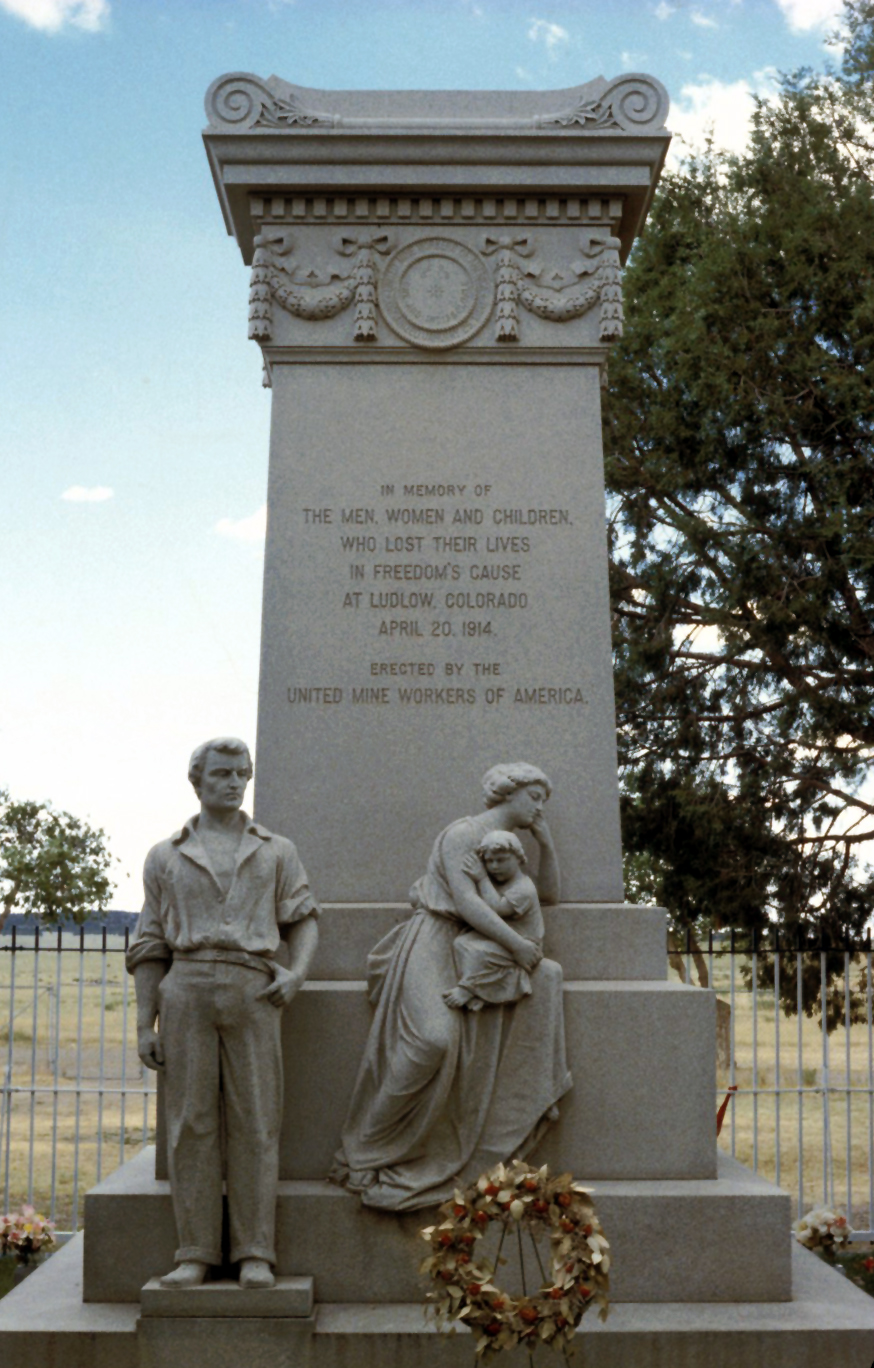
Monumento reconstruido

## Monumento conmemorativo
En 1918 se inauguró, en el lugar que ocupó el campamento de los huelguistas, un monumento de granito conmemorativo de la masacre, erigido por la Unión de Trabajadores Mineros (UMWA). Es una obra del escultor Hugh Sullivan.
El monumento fue dañado por personas desconocidas en 2003. Las cabezas y los brazos de las estatuas fueron cortados y destruidos. El monumento reparado se reinauguró en la ceremonia anual de Ludlow de la UMWA el 5 de junio de 2005. Las reparaciones del monumento fueron hechas por Griswold and Associates utilizando piedra de la cantera original. La talla de las nuevas cabezas y el brazo fue hecha por el escultor Marcel Maechler.